# Гай Виселий Варон (трибун 69 пр.н.е.)
Вижте пояснителната страница за други личности с името Варон.
Гай Виселий Варон или Гай Визелий Варон (на латински: Gaius Visellius Varro) e политик на Римска република през 1 век пр.н.е. Произлиза от фамилията Виселии, клон Варон.
През 69 пр.н.е. той е народен трибун с колеги Квинт Корнифиций и Квинт Манлий. Консули тази година са Квинт Хортензий Хортал и Квинт Цецилий Метел Кретик.